# Roman Mawłanow
Roman Mawłanow (ur. 5 lipca 1994 roku) – rosyjski kierowca wyścigowy.

## Kariera

### Formuła Renault 2.0
Mawłanow rozpoczął karierę w jednomiejscowych samochodach wyścigowych w wieku 17 lat w 2011 roku w Formule Renault. W tym roku rozpoczął stary w Europejskim Pucharze Formuły Renault 2.0 oraz w Alpejskiej Formule Renault. Po odpowiednio 13 i 14 wyścigach startując w ekipie Boetti Racing Team zakończył sezon na 13 pozycji w serii alpejskiej oraz nie był sklasyfikowany w europejskim pucharze. W sezonie 2012 pozostał w Europejskim Pucharze Formuły Renault 2.0 oraz w Alpejskiej Formule Renault, ale zmienił zespół na Tech 1 Racing. Gdy w serii europejskiej znów nie był klasyfikowany w alpejskiej edycji był 15 w klasyfikacji generalnej.

### Formuła Renault 3.5
W sezonie 2014 Mawłanow podpisał kontrakt z rosyjską ekipą Zeta Corse na starty w prestiżowej Formule Renault 3.5. Wystartował w siedemnastu wyścigach, w ciągu których nie zdołał zdobyć punktów.

## Statystyki
| Sezon | Seria                                         | Zespół                     | Wyścigi         | Zwycięstwa      | PP              | NO              | Podium          | Punkty          | Pozycja         |
| ----- | --------------------------------------------- | -------------------------- | --------------- | --------------- | --------------- | --------------- | --------------- | --------------- | --------------- |
| 2011  | Europejski Puchar Formuły Renault 2.0         | Boetti Racing Team         | 13              | 0               | 0               | 0               | 0               | 0               | NS              |
| 2011  | Alpejska Formuła Renault 2.0                  | Boetti Racing Team         | 14              | 0               | 0               | 0               | 0               | 115             | 13              |
| 2012  | Europejski Puchar Formuły Renault 2.0         | Tech 1 Racing              | 14              | 0               | 0               | 0               | 0               | 0               | NS              |
| 2012  | Alpejska Formuła Renault 2.0                  | Tech 1 Racing              | 10              | 0               | 0               | 0               | 0               | 28              | 15              |
| 2013  | Europejski Puchar Formuły Renault 2.0         | RC Formula                 | 8               | 0               | 0               | 0               | 0               | 0               | 29              |
| 2013  | International GT Open - GTS                   | SMP Racing - Russian Bears | 15              | 3               | 0               | 0               | 4               | 47              | 4               |
| 2013  | Północnoeuropejski Puchar Formuły Renault 2.0 | RC Formula                 | 9               | 0               | 0               | 0               | 1               | 81              | 18              |
| 2013  | Winter Series by GT Sport - GTS               | SMP Racing - Russian Bears | 4               | 1               | 0               | 0               | 2               | 0               | NS†             |
| 2013  | Spanish GT Championship - GTS                 | SMP Racing - Russian Bears | 4               | 1               | 0               | 0               | 2               | 0               | NS†             |
| 2013  | Spanish GT Championship                       | SMP Racing - Russian Bears |                 |                 |                 |                 |                 | 52              | 5               |
| 2014  | Formuła Renault 3.5                           | Zeta Corse                 | 15              | 0               | 0               | 0               | 0               | 0               | 24              |
| 2014  | International GT Open - GTS                   | SMP Racing - Russian Bears | Sezon w trakcie | Sezon w trakcie | Sezon w trakcie | Sezon w trakcie | Sezon w trakcie | Sezon w trakcie | Sezon w trakcie |
| 2014  | Blancpain Endurance Series - Pro-Am Cup       | SMP Racing - Russian Bears | 1               | 0               | 0               | 0               | 0               | 0               | NS              |

† – Mawłanow nie był zaliczany do klasyfikacji

## Wyniki w Formule Renault 3.5
| Legenda oznaczeń w tabelach wyników Wyświetl szablon na nowej stronie | Legenda oznaczeń w tabelach wyników Wyświetl szablon na nowej stronie                                                                     |
| Oznaczenie                                                            | Wyjaśnienie |
| --------------------------------------------------------------------- | --- |
| Złoty                                                                 | Zwycięzca lub mistrzostwo |
| Srebrny                                                               | 2. miejsce lub wicemistrzostwo |
| Brązowy                                                               | 3. miejsce lub II wicemistrzostwo |
| Zielony                                                               | Ukończył, punktował (w klasyfikacji generalnej, gdy zdobył co najmniej jeden punkt na przestrzeni sezonu, poza trzema powyższymi opcjami) |
| Niebieski                                                             | Ukończył, nie punktował (w klasyfikacji generalnej, gdy nie zdobył co najmniej jednego punktu na przestrzeni sezonu)                      |
| Czerwony                                                              | Nie zakwalifikował się (NZ) |
| Czerwony                                                              | Nie prekwalifikował się (NPK) |
| Różowy                                                                | Nie ukończył (NU) |
| Różowy                                                                | Niesklasyfikowany (NS) (w klasyfikacji generalnej, gdy nie został sklasyfikowany w żadnym wyścigu sezonu)                                 |
| Czarny                                                                | Zdyskwalifikowany (DK) |
| Czarny                                                                | Wykluczony (WYK/EX) |
| Biały                                                                 | Nie wystartował (NW) |
| Biały                                                                 | Kontuzjowany (K/INJ) |
| Biały                                                                 | Wyścig odwołany (OD/C) |
| Bez koloru                                                            | Został wycofany (WYC/WD) |
| Bez koloru                                                            | Nie przybył (NP/DNA) |
| Bez koloru                                                            | Nie brał udziału w treningach (NT/DNP) |
| Bez koloru                                                            | Nie został zgłoszony (–) |
| Pogrubienie                                                           | Start z pole position |
| Kursywa                                                               | Najszybsze okrążenie wyścigu |
| †                                                                     | Nie ukończył, ale jego rezultat został zaliczony ze względu na przejechanie więcej niż 90% dystansu wyścigu.                              |
| *                                                                     | Sezon w trakcie |
| 1/2/3                                                                 | Punktowana pozycja w sprincie kwalifikacyjnym                                                                                             |
| Lista systemów punktacji Formuły 1                                    | |

| Rok  | Zespół     | Wyniki w poszczególnych eliminacjach | Wyniki w poszczególnych eliminacjach | Wyniki w poszczególnych eliminacjach | Wyniki w poszczególnych eliminacjach | Wyniki w poszczególnych eliminacjach | Wyniki w poszczególnych eliminacjach | Wyniki w poszczególnych eliminacjach | Wyniki w poszczególnych eliminacjach | Wyniki w poszczególnych eliminacjach | Wyniki w poszczególnych eliminacjach | Wyniki w poszczególnych eliminacjach | Wyniki w poszczególnych eliminacjach | Wyniki w poszczególnych eliminacjach | Wyniki w poszczególnych eliminacjach | Wyniki w poszczególnych eliminacjach | Wyniki w poszczególnych eliminacjach | Wyniki w poszczególnych eliminacjach | Punkty | Pozycja |
| ---- | ---------- | ------------------------------------ | ------------------------------------ | ------------------------------------ | ------------------------------------ | ------------------------------------ | ------------------------------------ | ------------------------------------ | ------------------------------------ | ------------------------------------ | ------------------------------------ | ------------------------------------ | ------------------------------------ | ------------------------------------ | ------------------------------------ | ------------------------------------ | ------------------------------------ | ------------------------------------ | ------ | ------- |
| 2014 | Zeta Corse | ITA                                  | ITA                                  | ARA                                  | ARA                                  | MON                                  | BEL                                  | BEL                                  | RUS                                  | RUS                                  | DEU                                  | DEU                                  | HUN                                  | HUN                                  | FRA                                  | FRA                                  | JER                                  | JER                                  | 0      | 24      |
| 2014 | Zeta Corse | 13                                   | 15                                   | 17                                   | 15                                   | 19                                   | 13                                   | 16                                   | 12                                   | NU                                   | 17                                   | 13                                   | 13                                   | 16                                   | –                                    | –                                    | 11                                   | NU                                   | 0      | 24      |